# Баранов, Павел Иванович
Павел Иванович Баранов (1928, Хлябово, Московская губерния — 2015, Москва) — советский и российский художник-реставратор. Реставратор высшей квалификации.
С 1949 по 1955 мастер-живописец в Федоскинской артели живописцев и в Московском художественном фонде.
С 1955 по 1995 художник-реставратор в отделе станковой масляной живописи ГЦХРМ — ВХНРЦ.

## Биография
Родился 12 июня 1928 года в деревне Хлябово Московской губернии.
В 1943 году пятнадцатилетним подростком будущий реставратор пришёл учиться «на художника» в село Федоскино из подмосковной деревни Хлябово. Федоскино, бывшая фабрика Лукутина, было одним из старых лаковых производства в России. При фабрике находилось Федоскинская профессионально-художественная школа миниатюрной живописи. От других лако-красочных производств она отличалась своими традициями, наиболее близкими к станковой живописи, но в миниатюре. Федоскинская школа — уникальное учебное заведение, где обучение ремеслу сочетается с самостоятельной творческой работой. В ней Баранов обучался у старых мастеров производства выполнять копии в миниатюре известных произведений русских живописцев. В дальнейшем, эти умения сослужили ему хорошую службу. Окончил школу по специальности мастер-живописец миниатюрной живописи в 1949 году.
В 1949 был призван в Советскую Армию. Павел Иванович писал, что четыре года с 1949 по 1952 служил в рядах Советской Армии в город Ухта. Так как до призыва он окончил художественную школу, его часто привлекали к оформительским работам. В частности, он выполнил несколько городских пейзажей для выставки в Доме политпросвещения к 20-летию Ухты. При каждом удобном случае Баранов много рисовал. Это были различные виды города (городская котельная, общежитие горно-нефтяного техникума, его сослуживцы и так далее). Всего сохранилось 93 рисунка. В письмах он тепло вспоминает о службе в Ухте:

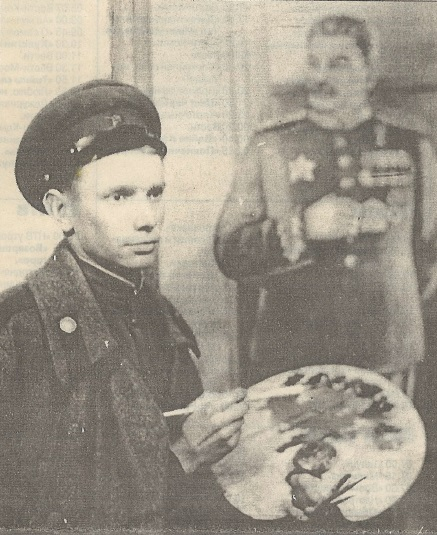
П.И. Баранов на службе

«В то время в городе и его пригородах присутствовало несколько подразделений. Наше располагалось в поселке имени Оплеснина. В обязанности нашего подразделения входило осуществлять охрану и обеспечивать порядок в самом городе. А учреждений и объектов, подлежащих охране, было не так уж мало, начиная с Госбанка и финотдела, заканчивая продовольственными и промтоварными складами. Командование, также, позволяло заниматься своим, но полезным делом. Многие сели за парты школы рабочей молодежи, другие с первых дней предпочли футбол.Ведущая команда РК «Динамо» была укомплектована солдатами срочной службы нашего подразделения. Зимой ходили на каток, а летом привлекали мотоциклы. Среди солдат находились и такие, которых интересовала культура и театр. Они участвовали в городской художественной самодеятельности, в постановках и концертах. Некоторые сотрудничали с местной газетой «Ухта». Я интересовался всеми направлениями…» 
После службы в армии работал мастером-живописцем в Федоскинской артели живописцев и Московском областном художественном фонде.
Женился в 1955 году. От жены Валентины родились два сына: Александр и Дмитрий, и четыре внука: Павел, Юлия, Алена и Мария. С Валентиной прожили вместе до её смерти в 2011 году.
С 1955 по 1995 работал в отделе реставрации станковой масляной живописи ГЦХРМ — ВХНРЦ имени академика И. Э. Грабаря, был одним из ведущих специалистов в СССР и, позднее, в России. За сорок лет работы он отреставрировал, сохранил для нашего и будущих поколений сотни произведений отечественных и зарубежных мастеров, которые ныне украшают многие советские музеи, благодаря П. И. Баранову в практику отдела вошли многие реставрационные приемы.
Умер Павел Иванович Баранов 3 сентября 2015 года в подмосковном городе Долгопрудный. Похоронен на кладбище родной деревни Хлябово.

## Деятельность и творчество
На ранних этапах деятельности многим реставрационным приемам его обучил А. А.Федоров, потомственный реставратор. Баранов П. И. всегда с интересом брался за самые безнадежные картины, которые, казалось, невозможно спасти, и возрождал их к жизни. Искал и находил необычные решения сложных реставрационных задач, разрабатывал оригинальные методики для работы с различными материалами и техниками.  Баранов, выступал против списания под разными предлогами картин, так же как и против обучения студентов на умышленно разрезанных или порванных «малохудожественных» полотнах. Возможно, если бы не эта чёткая охранительная позиция реставратора, наши музеи не досчитались бы многих памятников. За сорок лет работы он отреставрировал, сохранил для нашего и будущих поколений сотни произведений отечественных и зарубежных мастеров, которые ныне украшают многие советские музеи, благодаря П. И. Баранову в практику отдела вошли многие реставрационные приемы.
"Баранов — реставратор высшей квалификации, заслуженный работник культуры РСФСР."   
"Не раз приходилось слышать категорическое мнение Баранова, выступавшего против списания под разными предлогами картин, так же как и против обучения студентов на умышленно разрезанных или порванных «малохудожественных» полотнах. Возможно, если бы не эта чёткая охранительная позиция реставратора, наши музеи не досчитались бы многих памятников."  О. П. Постернак 
Если в хранении обнаруживалась картина, из-за сложности не нашедшая желающих взяться за неё, она неизменно оказывалась в его руках.
"В ВХНРЦ из Кисловодского музея поступали на реставрацию портреты на фарфоровых тарелках работы Ярошенко, экспонаты, выполненные в редкой технике — тушь на фарфоре, фаянсовая пластина работы Боголюбова, медальон-часы с портретом А. В. Суворов, изящная акварель Иоханнеса Моллера 1859 г. на растрескавшейся пластине слоновой кости, малоизвестный портрет детей Александра II, где были переданы Павлу Баранову. Отец А. А. Федорова, реставратор Третьяковской галереи расслоил на две части лист бумаги с двусторонним рисунком. Пользуясь этим приемом, Павел Иванович восстанавливал такого рода произведения, в том числе двустороннюю картину С. Малютина" Вестник
Среди спасенных им произведений — картины не только на холсте и дереве, но также на стекле, фарфоре, слоновой кости и др. Реставратор восстановил из 46 фрагментов большой (239х183 см) алтарный образ немецкого художника XVI века, пострадавший во время ашхабадского землетрясения 1948 года. Эта работа отмечена дипломом Академии художеств СССР. Баранов мог собрать и восстановить по крохам сильно утраченные произведения, и впоследствии его тонировки было почти невозможно отличить от авторской живописи, в реставрируемой картине мог опознать руку малоизвестного живописца. Автор ряда публикаций о реставрации картин. Именно ему принадлежит атрибуция Дирку Ван Равенстейну картины «Три грации» из Полтавского музея, вошедшая затем в европейскую литературу без упоминания имени реставратора, не только спасшего картину, но и открывшего её автора. Участник реставрационных выставок.

## Награды
- Художник-реставратор станковой масляной живописи высшей квалификационной категории (1960).
- Заслуженный работник культуры РФ.
- В 1981 году было присвоено почётное звание заслуженного работника культуры РСФСР.
- Удостоен медали Академии художеств РСФСР.

## Спасенные произведения
Таллинская пляска смерти

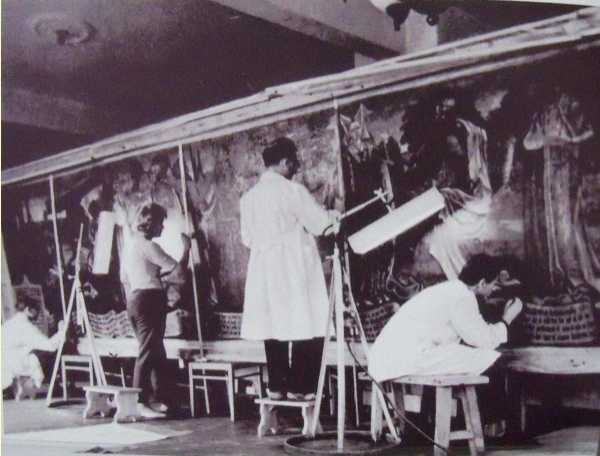
Реставрация "Пляски смерти", 1960-е.

Картина Пляска смерти была написана в конце XV века известнейшим в то время любекским художником Бернтом Нотке. С тех пор она переживала многочисленные перемещения, и, несмотря на периодические обновления и очистки полотна, в XX век пришла уже в сильно изношенном состоянии: сильно загрязненная, выцвевшая, местами порванная, проколотая, холст вытянут. Реставрацией было поручено заняться лучшим специалистам. Она была проведена в 1962-1965 годах в Центральной художественной реставрационной мастерской города Москвы группой реставраторов (С. Глобачева ,Г. Карлсен, , С. Титов и П. Баранов) под руководством В. Карасевой.
В процессе реставрации были выяснены обстоятельства, ставшие поводом для дальнейшего исследования картины. Был открыт оригинальный слой под дубляжом картины, выполненный существенно раньше.Так, было выяснено, что утверждения предыдущих исследователей о том, что верхний слой живописи относился к XVI веку были неверны и слой оказался записью второй  половины XIX века, в то время, как нижний слой выполнен Б. Нотке в середине XV века. Первоначальная картина оказалась в достаточно хорошем состоянии, выполнена на гораздо более высоком художественном уровне, чем её поздний вариант, более яркая, с энергичными, выразительными мазками, интенсивными красками, хотя по верхнему слою за долгие годы сложилось впечатление о мрачном колорите произведения.
Вторичный живописный слой был перенесен на специально сотканный для этого холст, а первичный был укреплен, покрыт лаком, места, где живопись полностью отсутствовала были тонированы, после чего вся картина была покрыта защитным лаком. Наибольшую сложность представлял съём копалового лака, покрывавшего оригинальный слой.

#### Пейзаж с фигурами

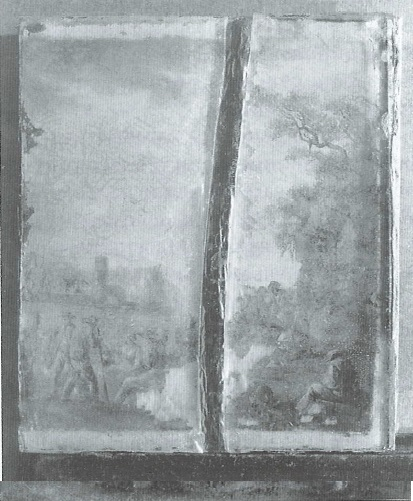
Пейзаж с фигурами до реставрации.

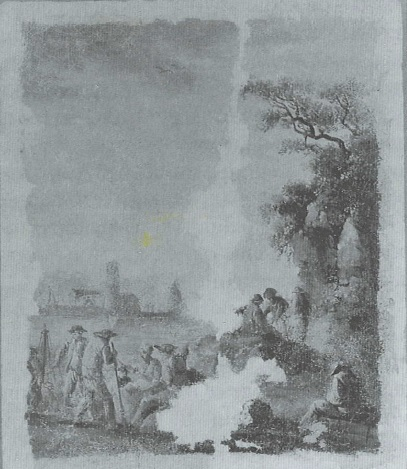
Пейзаж с фигурами. В процессе реставрации. Перенос на новое основание. Вставка для украшения мебели. Стекло, темпера, Масло. 7,2x6,1 см.

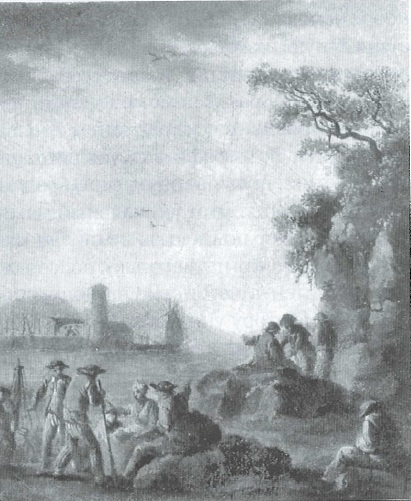
Пейзаж с фигурами после реставрации.

До 1980-х годов считалось, что живопись на стекле не поддается восстановлению. И даже в учебниках реставрации не было раздела, посвященного этой технике. В реставрационной практике не было методики перевода живописи со стекла на новое основание в случае повреждения хрупкой основы. Все переводы связаны с удалением основы с оборота, в то время как стекло нельзя ни счистить, ни растворить, не повредив живопись. Баранов разработал методику перевода живописи со стекла на новое основание и сам выполнил перевод картины маслом «Пейзаж с фигурами» из Каунаса. Маленькая вставка, украшавшая когда-то мебель, десять лет пролежала на хранении, прежде чем попала в руки мастера, сумевшего отслоить живопись от разбитой основы и наклеить её на новую.

#### Алтарная икона. Вознесение Марии.
Другой памятник, спасенный реставратором от уничтожения,- алтарная икона XVI в. немецкой школы. Двадцать лет пролежала она в хранении — вернее, то, что от неё осталось — в виде сорока шести свертков. Извлеченные из-под обломков Ашхабадского музея фрагменты, перевязанные шпагатом, эти куски источенного жуком дерева, уже не были иконой. Из сорока восьми фрагментов, чудом найденных среди руин музея пострадавшего от землетрясения нашли сорок шесть. Чрезвычайно поврежден был красочный слой, деревянная основа картины превратилась в труху, два больших куска бесследно пропали. В центре повреждение типа ожога. Сбоины, сколы, царапины. Тонировка без подведения грунта. Стоял вопрос о списании. Тем не менее, Баранов добился проведения реставрационных работ. Два года продолжались испытания на прочность, термостойкость, водонепроницаемость новых материалов — древесно-волокнистых плит. Был найден способ стыковки плит, исключающий образование швов (плиты выпускались меньшего размера, чем площадь картины). Новая основа была обработана химическими препаратами, предохраняющими от коробления. Баранов перенес живопись алтарной иконы, размер которой 239х183 см, на новое основание, использовав древесно-стружечную плиту, облицованную оргалитом с прокладкой из натурального шифона, и собрал, как мозаику, в единое целое разрозненные фрагменты. Чтобы красочный слой не осыпался, Баранов укрепил его воско-смоляной мастикой и профилактичской бумагой, затем удалил старую деревянную основу, заменил её новой. В места утрат подвел реставрационный грунт. Снял все позднейшие наслоения, покрыл авторскую живопись лаком и только потом приступил к восстановлению фрагментов. Техническое мастерство сочеталось с художественным вдохновением. Миллиметр за миллиметром исследовалась П. И. Барановым вся огромная площадь «Алтарной иконы», удалялись реставрационные наслоения лака и позднейшие грубые записи. При этом использовались микроскоп, рентген, установка инфракрасного облучения. П. И. Баранову удалось восстановить утраты картины с помощью фотографии, присланной из Ашхабада. Долго и кропотливо изучались особенности немецкой школы живописи XV—XVI вв., проходили консультации со специалистами. Документы и фотоматериалы «личного дела» «Вознесения Марии» свидетельствуют о сложной реставрации, трудности которой заключались в том, что каждый шаг в её проведении был новым в технологии реставрации подобных произведений. После семи лет кропотливой работы возрожденная икона «Вознесение Марии» снова была готова предстать перед ценителями живописи. «Эта картина представляет собой исключительный интерес по сложности реставрационных "работ»(Виталий Петрович Воробьев, директор Всероссийского художественного центра им. Академика И. Грабаря)   
"Это была самая сложная работа за все тридцать два года моей реставраторской деятельности, - рассказывает Павел Иванович. – Каждая операция давалась мне с трудом. Икона просто не давала мне покоя, не отпускала от себя. Я работал с таким напряжением, что даже ночью снилось, как подбираю растворитель или состав грунта."
Более семидесяти фотографий составляют документацию, посвященную реставрации алтарной иконы. Этот уникальный материал до сих пор полностью не опубликован. Нет патента на методику перевода, как нет патента на многие принадлежащие реставратору уникальные разработки. У нас нет даже уверенности, что фамилия реставратора значится в музейной карточке. Единственным официальным знаком внимания является диплом, присужденный реставратору Баранову Академией художеств.
Нельзя сказать, что мастера совсем обошли вниманием. О нём писала пресса, особенно после реставрации «Русской Венеры» Кустодиева, на обороте которой находилась вторая картина. До тех пор пока не будет осуществлена научная публикация огромного реставрационного наследия П. И. Баранова, мы не сможем оценить по достоинству всего значения этой работы для развития отечественной реставрационной школы. За плечами Павла Ивановича уже огромный опыт. Через его руки прошли полотна Репина, Саврасова, Тропинина, Жуковского, Туржанского, Айвазовского. Необходим хорошо иллюстрированный каталог, который был бы интересен в равной мере и для специалистов, связанных с восстановлением памятников культуры, и для широкого круга любителей искусства, художников, коллекционеров.

#### Три грации[6]

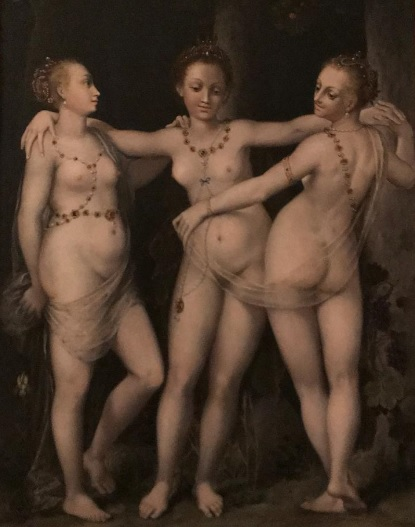
Три грации. Равестейн Дирк де Кваде. XVII век. Полтавский худ. музей им. Н. Ярошенко

Картина «Три грации» поступила в реставрационный центр им. академика Грабаря И.Э. в конце 1960-х годов как работа неизвестного художника. До Великой Отечественной войны она находилась у частного лица в Германии. В 1945 г. в качестве трофея привезена в СССР.  К числу сложных реставрационных работ отнести его было нельзя, поэтому и дали картину одному из молодых сотрудников. Тот, как и полагается, снял несколько слоев записи и открыл авторскую живопись. А на ней оказался чьей-то неумелой рукой заделанный прорыв и сильное смещение рисунка. Как ни старался реставратор, свести фрагменты не удавалось. Пришли на помощь опыт и мастерство Баранова. 

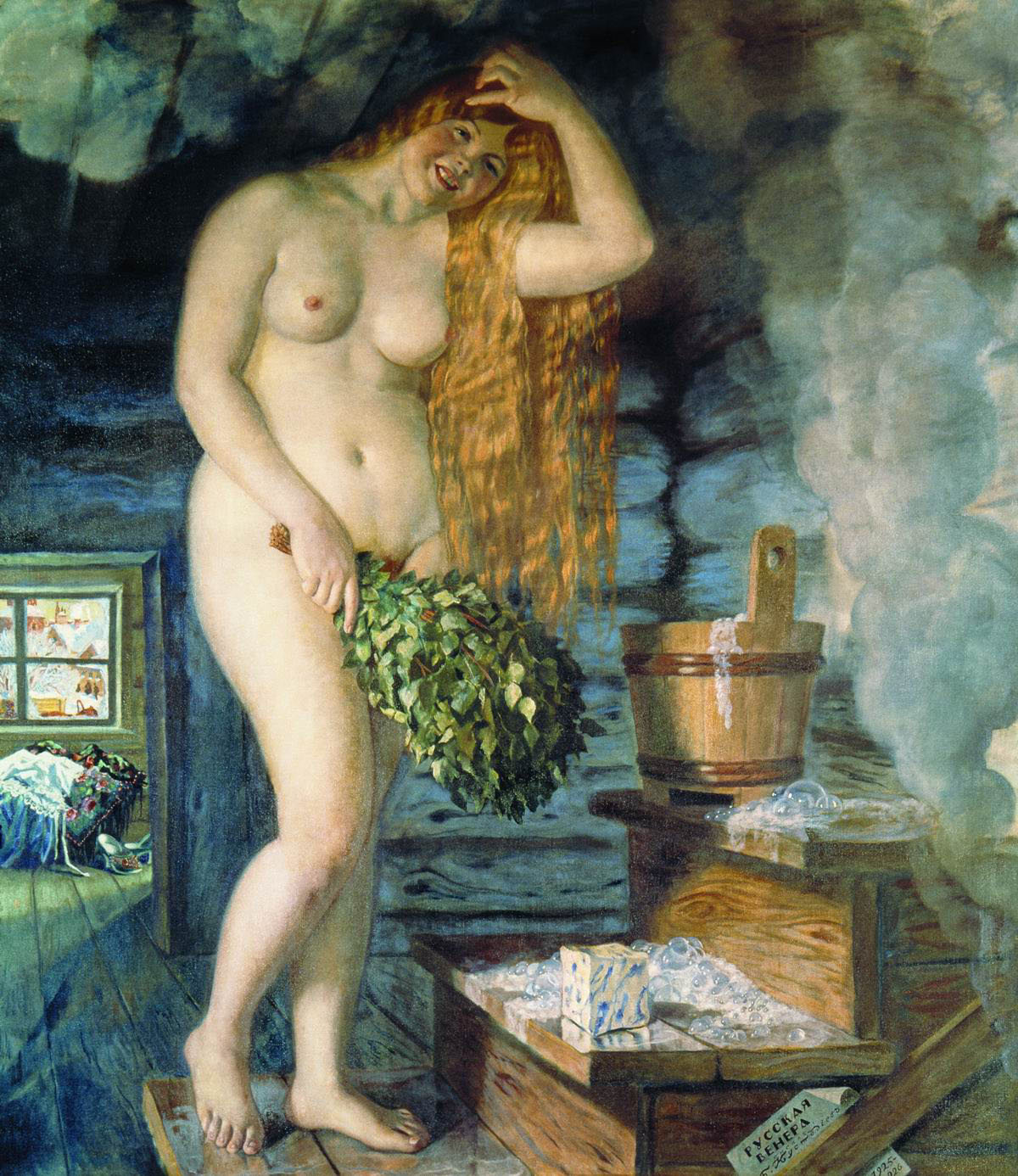
Русская Венера после реставрации. Нижегородский художественный музей.

"Одну часть холста я стал вытягивать, а другую, наоборот, «усаживал». Для того, чтобы растянуть часть холста, к его краям надо приклеить полоски мокрой бумаги одним концом, а другим — прикрепить к подрамнику. Бумага высохнет, сожмется, и полотно растянется. Для усадки мокрая бумага наклеивается специальным клеем на весь кусок полотна. Как высохнет — холст стянется. Многим секретам меня научил Алексей Алексеевич Федоров, научил понимать картину, над которой велась работа."  П. И. Баранов
Мастеру удалось не только отреставрировать картину, но и выяснить её автора - Дирк де Квад ван Равестейн. В данный момент оригинал картины хранится в Полтавском художественном музее.

#### Русская Венера

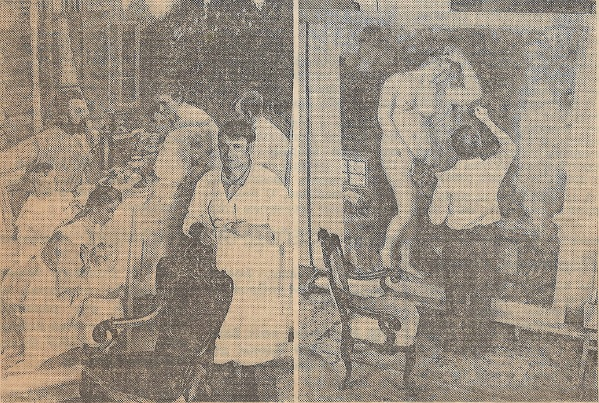
Реставрация Русской Венеры

Во время затопления Горьковского художественного музея лопнули трубы отопления, потоки горячей воды серьёзно повредили знаменитую «Русскую Венеру», написанную в 1925—1926 годах Борисом Михайловичем Кустодиевым. Художник не имел готового холста для «Русской Венеры». Он взял свою же картину «На террасе» и писал на её оборотной стороне. На одном холсте оказались две картины этого знаменитого художника. Полотно попало в руки Павлу Ивановичу Баранову. Он устранил подтеки механическим способом и при помощи растворителей. Более серьёзную проблему, утрату красочного слоя, решил, применив метод ретуши. Очень сложный, кропотливый и трудоемкий метод. Соорудил специальный подрамник, таким образом, что стала доступна зрителям и вторая сторона полотна с картиной «На террасе», на которой Борис Михайлович в 1906 году изобразил свою семью.

#### ПортретТолстого П.П.[13]

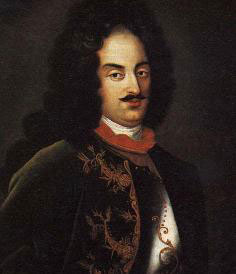
Полковник Толстой Петр Петрович

Портрет был сделан в XVIII веке для полковника Толстого Петра Петровича. При его жизни или уже после его смерти была снята копия с этого портрета, обе картины многократно передавались разным владельцам. Одна из картин в конечном итоге досталась Государственному Русскому музею, как "Портрет Толстого П.П." неизвестного художника, другая попала в 1920 году в Ярославский художественный музей под названием "Портрет неизвестного" так же неизвестного художника. В 1979 году картина из Ярославского музея поступила в ВХНРЦ. Специалисты обратили внимание на практически полное сходство обеих картин, а после анализа было установлено, что ярославскую картину многократно дорисовывали, видимо подстраивая под очередного хозяина. Изменены были платок, парик, мундир и даже лицо. После удаления поздних наслоений и открытия авторской живописи была обнаружена сильно поврежденная картина - огромные участки были утрачены,- лицо, костюм, плечи. Мазок за мазком Баранов П.И. восстанавливал утраченное. Узор мундира пришлось восстанавливать по едва заметным островкам авторского рисунка, была привлечена картина неизвестного художника "Портрет Людвига Абрехта", на котором был изображен похожий мундир. Был заново написан эскиз реконструкции мундира, который стал основой для его восстановления. На картине восстанавливался каждый мазок, если отсутствовала какая-то часть мазка- восстанавливалась только она, следуя невидимому движению кисти художника. Было подтверждено, что ярославская картина являлась оригиналом портрета Толстого. Изначально было вынесено предположение, что автором картины являлся Иоганн Годфрид Таннауэр, который писал портреты для рода Толстых. Но это предположение не подтвердилось. Стиль художника больше походил на школу, сложившуюся в западных областях России, Украине и Польше.

#### Радищевский музей
В 1971 году Валерия Валерьевна Бебутова, Ольга Михайловна Дурылина, Павел Михайлович Кузнецов официальные наследники  художника Кузнецова Павла Варфоломеевича передали в дар Саратовскому государственному художественному музею 340 живописных произведений П.В.Кузнецова и 110 живописных произведений Е.М.Бебутовой. В 1974 году было отреставрировано 36 произведений, поступивших в дар от наследников. В работе участвовали саратовские реставраторы В.А.Солянов, В.В.Лопатин и группа московских реставраторов под руководством П.И.Баранова. Это была самая масштабная реставрационная работа, которой подвергались произведения П.В.Кузнецова.

## В публикациях
Как и многие мастера, Павел Иванович Баранов не был широко известен, но нельзя сказать, что его совсем обошли вниманием. Вот неполный список публикаций.
Львовская Правда. "Вторая жизнь картин" 13 сентября 2015 года.
Вечерняя Москва. 7 июля 1980 года.
Правда. 18 мая 1981 года. №138.
Soviet News. World of Arts. "The House Where Time is the Winner" 3 September 1987.
Советская культура. 19 мая 1981 года. №40.
Вечерняя Москва. 21 января 1981 года.
Советская культура. "Медаль мастеру". 30 августа 1986.
"Второе рождение" Л. Лопатина.
Вечерний Ашхабад. "Возвращение Шедевра". 12 марта 1987 года.
Советская культура. "Спасение "Русской Венеры". 20 декабря 1984.
Из истории отечественной реставрации. "Павел Иванович Баранов (о мастере и старых мастерах)". И.О. Постернак.
Вестник реставрации музейных ценностей. О реставраторах. С.И. Глобачева.
Ухта. "В дар Ухте - старые рисунки". 17 августа 2012 года. №144.
Журнал "Наука и жизнь". 1987. №2 "П. Баранов. Два портрета с тремя неизвестными. С. 98-100".
Журнал "Художник". 1987. №12. С. Глобачева.  "Возрождение из небытия" С.17-20.
Московский космомолец. "Тонкая работа". 19 июля 1986.